# Coupe aéronautique Gordon Bennett
 (mai 2018).
Si vous disposez d'ouvrages ou d'articles de référence ou si vous connaissez des sites web de qualité traitant du thème abordé ici, merci de compléter l'article en donnant les références utiles à sa vérifiabilité et en les liant à la section « Notes et références ».
Pour les articles homonymes, voir Coupe Gordon Bennett.
La coupe aéronautique Gordon Bennett est la plus ancienne et la plus renommée course de ballons à gaz. C'est la compétition aéronautique qui réunit le plus grand nombre de nations.
Elle est qualifiée de course prestigieuse,.

## Historique
Son nom vient de James Gordon Bennett junior (1841-1918).
La première édition de cette compétition pour ballons à gaz a lieu à Paris le 30 septembre 1906, au jardin des Tuileries, devant 200 000 spectateurs, lors de laquelle seize ballons participent. L'évènement est sponsorisé par James Gordon Bennett Junior, un sportif millionnaire héritier du prestigieux journal New York Herald. Le principe de la course est simple : parcourir la plus grande distance de vol depuis le point de départ sans dépasser les limites européennes, et sans moyen de propulsion autre que les courants atmosphériques. En 1913, Marie Goldschmidt est la première femme à participer à cette compétition, devenant du même coup la première femme à participer à une course de ballons de la Fédération aéronautique internationale.
La compétition se déroule de 1906 à 1938, sauf de 1914 à 1919 période pendant laquelle elle fut interrompue par la Première Guerre mondiale, et sauf en 1931. Elle fut à nouveau suspendue en 1939, lorsque le pays organisateur, la Pologne, fut envahi au début de la Seconde Guerre mondiale. La compétition ne reprit pas avant 1979, lorsque l'Américain Tom Heinsheimer, un physicien de l'atmosphère, eu la permission des anciens de détenir le trophée. Ce n'est qu'en 1983 que la compétition devient officielle sous l'égide de la Fédération aéronautique internationale (FAI).
Cette coupe, qui a regroupé jusqu'à soixante-sept ballons à gaz, rassemble les meilleurs pilotes de ballons à gaz du monde. La hauteur du ballon est contrôlée en réduisant le ballast (sable ou eau) pour monter, ou en libérant du gaz (hydrogène) grâce à une vanne pour descendre. Tous les vols se déroulent en condition VFR (Visual Flight Rules).
Aujourd’hui, grâce à Internet, tout le monde peut suivre la position, l’altitude et la vitesse des ballons en temps réel et le nombre de fans de la coupe Gordon Bennett a explosé. En 2016, la coupe a été suivie par 152 000 personnes sur Internet. La présence médiatique est en constante évolution. En 2017, 580 heures de télévision et 13 000 reportages dans 50 pays ont été diffusés concernant la coupe Gordon Bennett[réf. nécessaire].
Au début de l'histoire de cette compétition, tous les types d'aéronefs étant permis, Santos-Dumont prit le départ avec un ballon équipé d'un moteur et d'une hélice. L'une des astuces est de voler au-dessus de l'eau sans amerrir. Le record de temps de vol est détenu par les Allemands Wilhelm Eimers et Bernd Landsmann qui ont effectué un vol de 92 heures lors de la course de 1995, décollant de Suisse pour atterrir quatre jours plus tard en Lettonie. Le record de distance est détenu par les Belges Bob Berben et Benoît Siméons, qui, en 2005, ont fait un vol de 3400 kilomètres de Albuquerque dans l'état du Nouveau Mexique, à Squatec au Quebec. Le pilote le plus titré est le Français Vincent Leys qui a gagné neuf fois le trophée entre 1997 et 2017, alors que les États-Unis détiennent le record de douze victoires.
La course de 1995 fut marqué par un drame. Un aéronef n'ayant pas pris contact avec les autorités biélorusses fut abattu par un hélicoptère de la Force aérienne et de défense aérienne de la république de Biélorussie le 12 septembre 1995. Les deux pilotes américains furent tués.

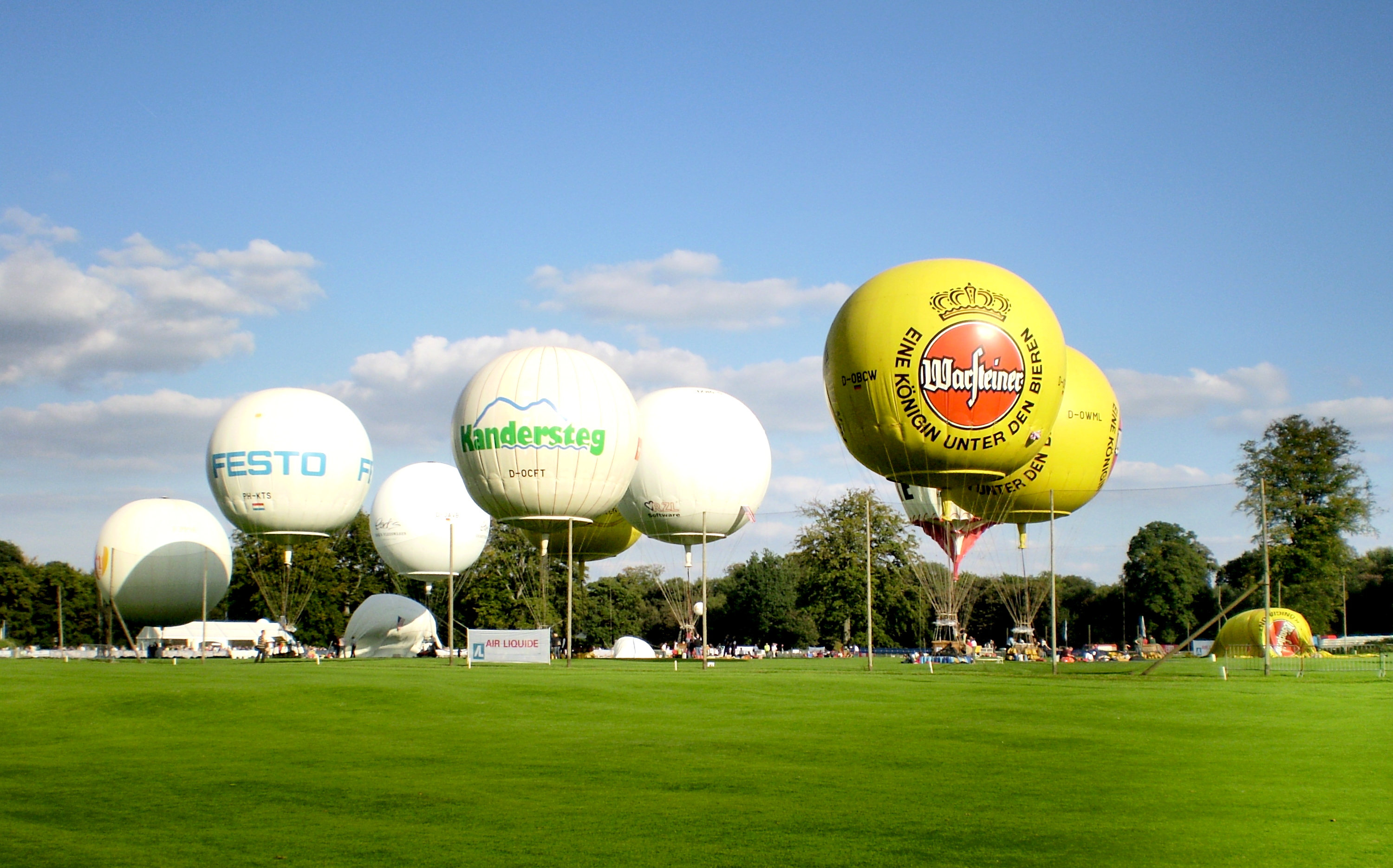
Coupe Gordon Bennett 2007, Bruxelles.

## Règlement
D'après le règlement officiel, la compétition est ouverte à tous les aéro-clubs nationaux (NACs) ayant rempli leurs obligations vis-à-vis de la FAI. Chaque NAC est autorisé à présenter jusqu'à trois équipages de deux pilotes ayant même nationalité que le NAC. Les aérostiers doivent avoir au moins 50 heures de vol aux commandes d'un ballon, et doivent être autorisés au vol de nuit. Au moins un pilote doit être capable de parler anglais avec les services du contrôle aérien.
La compétition est ouverte aux ballons libres de 1 000 m3 (+/-5%) maximum, tous remplis du même gaz. Les équipes décollent du même point de départ espacées de 3 à 5 minutes, sous l’hymne national de leur pays, en emportant une quantité de gaz identique. L’équipe qui effectue la plus longue distance (plus petit arc de grand cercle sur la sphère FAI) en général après 3 à 4 jours de vol sans atterrissage, gagne la course et reçoit la coupe aéronautique Gordon Bennett. Jusqu'en 2007, le pays vainqueur organisait la coupe de l'année suivante, depuis 2008, il l'organise deux ans plus tard.
La coupe est conservée par le dernier pays à avoir remporté l'épreuve trois années consécutives, avec la possibilité d'offrir une nouvelle coupe. sept reprises la coupe fut gagnée trois fois de suite : par la Belgique (1922, 1923, 1924), par les États-Unis (1926, 1927, 1928) et (1929, 1930, 1932), par la Pologne (1933, 1934, 1935), par l'Autriche (1985, 1986, 1987) et (1988, 1989, 1990) et par la France (2001, 2002, 2003) et (2011, 2012, 2013).

### Instruments de vol
Obligatoires
- Altimètre et variomètre
- Barographe (pour enregistrer le vol)
- Radio VHF 720 canaux
- Éclairage et balisage de nuit
- Strobe aéronautique
- Projecteur (pour les atterrissages de nuit)
- GPS
- Transpondeur Mode S
- ELT enregistrée auprès de Compas-Sarsat
- Gps Tracker pour le live tracking afin de permettre aux passionnés de suivre la progression des ballons en temps réel[11].
- Un radeau de survie pour les long survols maritime

Facultatifs
- Balise d’urgence, type PLB
- Téléphone satellite
- Ordinateur

### Équipement
L'emport d'oxygène est obligatoire pour les pilotes, les ballons vont au-delà des 2 000 m d'altitude. Pour se protéger du froid pouvant atteindre des températures négative de l'ordre de moins 25 degrés Celsius, les pilotes se protègent par de grosses doudounes. Afin de conserver au mieux le rayonnement infrarouge émis par leur corps, la plupart des pilotes utilisent des couvertures de survie pour se protéger du froid.
Pour le gonflage, le ballon doit avoir son propre tuyau d'alimentation d'une longueur minimum de 20 mètres.
Un emport de 20 litres d'eau en lest est obligatoire lors des survols des aéroports ou sites sensibles.

## Équipes

### Équipages
Depuis 1906, en date du 8 mars 2016, il y a eu 597 pilotes et copilotes ayant participé à la course représentant vingt nations.
Janet Folkes (en) et Ann Rich battront en 2009 le record féminin avec une durée de vol de 60h48.

### Équipiers
Le travail de l'équipe au sol est également notable.
- Le ou les routeurs Méteo vont assister le pilote dans son choix stratégique pour qu'il puisse décider des meilleurs vents à suivre.
- l'équipe de récupération ou retrouving a pour mission de suivre l'évolution du ballon tout au long du vol afin d'aller le récupérer une fois le vol achevé.
- Les équipiers sol pour le gonflage. C'est pas loin d'une tonne de matériel que chaque équipe doit transporter pour mise en place du ballon .
- Le centre de contrôle en vol

## Résultats
Les résultats sont compilés par la FAI.
| Date               | Lieu départ             | Vainqueurs                                                                                    | Nation victorieuse                                                                            | Ballon                                                                                        | Temps [h]                                                                                     | Distance [km]                                                                                 |
| ------------------ | ----------------------- | --------------------------------------------------------------------------------------------- | --------------------------------------------------------------------------------------------- | --------------------------------------------------------------------------------------------- | --------------------------------------------------------------------------------------------- | --------------------------------------------------------------------------------------------- |
| 30 septembre 1906  | Paris, France           | Frank Purdy Lahm, Henry Hersey                                                                | États-Unis                                                                                    | United States                                                                                 | 22:15                                                                                         | 641,10                                                                                        |
| 21 octobre 1907    | Saint Louis, États-Unis | Oskar Erbslöh, Henry Helm Clayton                                                             | Allemagne                                                                                     | Pommern                                                                                       | 40:00                                                                                         | 1 403,55                                                                                      |
| 11 octobre 1908    | Berlin, Allemagne       | Theodor Schaeck, Emil Messner                                                                 | Suisse                                                                                        | Helvetia                                                                                      | 73:01                                                                                         | 1 190,00                                                                                      |
| 3 octobre 1909     | Zurich, Suisse          | Edgar W. Mix, Andre Roussel                                                                   | États-Unis                                                                                    | America II                                                                                    | 35:07                                                                                         | 1 121,11                                                                                      |
| 17 octobre 1910    | Saint Louis, États-Unis | Alan Ramsay Hawley, Augustus Post                                                             | États-Unis                                                                                    | America II                                                                                    | 44:25                                                                                         | 1 887,60                                                                                      |
| 5 octobre 1911     | Kansas City, États-Unis | Hans Gericke, Otto Duncker                                                                    | Allemagne                                                                                     | Berlin II                                                                                     | 12:28                                                                                         | 757,84                                                                                        |
| 27 octobre 1912    | Stuttgart, Allemagne    | Maurice Bienaimé, René Rumpelmayer                                                            | France                                                                                        | La Picardie                                                                                   | 45:42                                                                                         | 2 191,00                                                                                      |
| 12 octobre 1913    | Paris, France           | Ralph Hazlett Upson, Ralph Albion Drury Preston                                               | États-Unis                                                                                    | Goodyear                                                                                      | 43:30                                                                                         | 618,00                                                                                        |
| 23 octobre 1920    | Birmingham, États-Unis  | Ernest Demuyter, M. Labrousse                                                                 | Belgique                                                                                      | Belgica                                                                                       | 40:15                                                                                         | 1 769,00                                                                                      |
| 18 septembre 1921  | Bruxelles, Belgique     | Paul Armbruster, Louis Ansermier                                                              | Suisse                                                                                        | Zurich                                                                                        | 27:24                                                                                         | 766,00                                                                                        |
| 6 août 1922        | Genève, Suisse          | Ernest Demuyter, Alexander Veenstra                                                           | Belgique                                                                                      | Belgica                                                                                       | 25:49                                                                                         | 1 372,10                                                                                      |
| 23 septembre 1923  | Bruxelles, Belgique     | Ernest Demuyter, Leon Coeckelbergh                                                            | Belgique                                                                                      | Belgica                                                                                       | 21:00                                                                                         | 1 155,00                                                                                      |
| 15 juin 1924       | Bruxelles, Belgique     | Ernest Demuyter, Leon Coeckelbergh                                                            | Belgique                                                                                      | Belgica                                                                                       | 43:16                                                                                         | 714,00                                                                                        |
| 7 juin 1925        | Bruxelles, Belgique     | Alexander Veenstra, Philippe Quersin                                                          | Belgique                                                                                      | Prince Leopold                                                                                | 47:30                                                                                         | 1 345,00                                                                                      |
| 30 mai 1926        | Anvers, Belgique        | Ward Tunte van Orman, Walter W. Morton                                                        | États-Unis                                                                                    | Goodyear III                                                                                  | 16:37                                                                                         | 864,00                                                                                        |
| 10 septembre 1927  | Détroit, États-Unis     | Edward J. Hill, Arthur G. Schlosser                                                           | États-Unis                                                                                    | Détroit                                                                                       | 48:00                                                                                         | 1 198,00                                                                                      |
| 30 juin 1928       | Détroit, États-Unis     | William Elsworth Kepner, William Olmstead Eareckson                                           | États-Unis                                                                                    | US Army                                                                                       | 48:00                                                                                         | 740,80                                                                                        |
| 28 septembre 1929  | Saint Louis, États-Unis | Ward Tunte van Orman, Alan L. McCracken                                                       | États-Unis                                                                                    | Goodyear VIII                                                                                 | 24:00                                                                                         | 548,94                                                                                        |
| 1er septembre 1930 | Cleveland, États-Unis   | Ward Tunte van Orman, Alan L. McCracken                                                       | États-Unis                                                                                    | Goodyear VIII                                                                                 | 27:56                                                                                         | 872,00                                                                                        |
| 25 septembre 1932  | Bâle, Suisse            | Thomas G.W. Settle, Wilfred Bushnell                                                          | États-Unis                                                                                    | US Army                                                                                       | 41:20                                                                                         | 1 550,00                                                                                      |
| 2 septembre 1933   | Chicago, États-Unis     | Franciszek Hynek, Zbigniew Burzyński                                                          | Pologne                                                                                       | SP-ADS Kościuszko                                                                             | 38:32                                                                                         | 1 361,00                                                                                      |
| 23 septembre 1934  | Varsovie, Pologne       | Franciszek Hynek, Władysław Pomaski                                                           | Pologne                                                                                       | SP-ADS Kościuszko                                                                             | 44:48                                                                                         | 1 333,00                                                                                      |
| 16 septembre 1935  | Varsovie, Pologne       | Zbigniew Burzyński, Władysław Wysocki                                                         | Pologne                                                                                       | SP-AMY Polonia II                                                                             | 57:54                                                                                         | 1 650,47                                                                                      |
| 30 août 1936       | Varsovie, Pologne       | Ernest Demuyter, Pierre Hoffmans                                                              | Belgique                                                                                      | OO-BFM Belgica                                                                                | 46:24                                                                                         | 1 715,80                                                                                      |
| 20 juin 1937       | Bruxelles, Belgique     | Ernest Demuyter, Pierre Hoffmans                                                              | Belgique                                                                                      | OO-BFM Belgica                                                                                | 46:15                                                                                         | 1 396,00                                                                                      |
| 11 septembre 1938  | Liège, Belgique         | Antoni Janusz, Franciszek Janik                                                               | Pologne                                                                                       | SP-BCU LOPP                                                                                   | 37:47                                                                                         | 1 692,00                                                                                      |
| 1er juillet 1983   | Paris, France           | Stefan Makné, Ireneusz Cieślak                                                                | Pologne                                                                                       | SP-BZO Polonez                                                                                | 36:00                                                                                         | 690,00                                                                                        |
| 13 octobre 1984    | Zurich, Suisse          | Karl Spenger, Martin Messner                                                                  | Suisse                                                                                        | HB-BFC Jura                                                                                   | 43:08                                                                                         | 793,00                                                                                        |
| 28 septembre 1985  | Genève, Suisse          | Josef Starkbaum, Gert Scholz                                                                  | Autriche                                                                                      | HB-BBL Volksbank                                                                              | 21:09                                                                                         | 342,00                                                                                        |
| 18 octobre 1986    | Salzbourg, Autriche     | Josef Starkbaum, Gert Scholz                                                                  | Autriche                                                                                      | HB-BBL Volksbank                                                                              | 19:11                                                                                         | 272,43                                                                                        |
| 3 octobre 1987     | Seefeld, Autriche       | Josef Starkbaum, Gert Scholz                                                                  | Autriche                                                                                      | HB-BBL Volksbank                                                                              | 32:16                                                                                         | 852,00                                                                                        |
| 23 octobre 1988    | Bregenz, Autriche       | Josef Starkbaum, Gert Scholz                                                                  | Autriche                                                                                      | OE-PZS Polarstern                                                                             | 41:09                                                                                         | 1 110,90                                                                                      |
| 16 septembre 1989  | Lech, Autriche          | Josef Starkbaum, Gert Scholz                                                                  | Autriche                                                                                      | OE-PZS Polarstern                                                                             | 37:33                                                                                         | 911,20                                                                                        |
| 2 septembre 1990   | Lech, Autriche          | Josef Starkbaum, Gert Scholz                                                                  | Autriche                                                                                      | OE-PZS Polarstern                                                                             | 33:20                                                                                         | 692,50                                                                                        |
| 21 septembre 1991  | Lech, Autriche          | Volker Kuinke, Jürgen Schubert                                                                | Allemagne                                                                                     | D-EUREGIO                                                                                     | 44:18                                                                                         | 1 039,40                                                                                      |
| 19 septembre 1992  | Stuttgart, Allemagne    | David Levin, James Herschend                                                                  | États-Unis                                                                                    | D-ASPEN                                                                                       | 45:36                                                                                         | 964,19                                                                                        |
| 4 octobre 1993     | Albuquerque, États-Unis | Josef Starkbaum, Rainer Röhsler                                                               | Autriche                                                                                      | OE-PZS Polarstern                                                                             | 59:29                                                                                         | 1 832,00                                                                                      |
| 18 septembre 1994  | Lech, Autriche          | Karl Spenger, Christian Stoll                                                                 | Suisse                                                                                        | HB-BZH Stadt Wil                                                                              | 31:01                                                                                         | 825,14                                                                                        |
| 9 septembre 1995   | Wil, Suisse             | Wilhelm Eimers, Bernd Landsmann                                                               | Allemagne                                                                                     | D-OCOL Columbus II                                                                            | 92:11                                                                                         | 1 628,10                                                                                      |
| 28 septembre 1996  | Warstein, Allemagne     | Wilhelm Eimers, Bernd Landsmann                                                               | Allemagne                                                                                     | D-OCOL Columbus II                                                                            | 72:01                                                                                         | 1 286,90                                                                                      |
| 7 septembre 1997   | Warstein, Allemagne     | Vincent Leys, Jean François Leys                                                              | France                                                                                        | F-PPSE Le Petit Prince                                                                        | 45:30                                                                                         | 1 732,50                                                                                      |
| 12 septembre 1998  | Paris, France           | annulé pour cause météo                                                                       | annulé pour cause météo                                                                       | annulé pour cause météo                                                                       | annulé pour cause météo                                                                       | annulé pour cause météo                                                                       |
| 1er octobre 1999   | Albuquerque, États-Unis | Philippe De Cock, Ronny Van Havere                                                            | Belgique                                                                                      | D-OCOX Belgica II                                                                             | 40:15                                                                                         | 1 666,54                                                                                      |
| 9 septembre 2000   | Saint-Hubert, Belgique  | Wilhelm Eimers, Bernd Landsmann                                                               | Allemagne                                                                                     | D-OOWE Columbus IV                                                                            | 70:49                                                                                         | 795,70                                                                                        |
| 8 septembre 2001   | Warstein, Allemagne     | Vincent Leys, Jean François Leys                                                              | France                                                                                        | F-PPSE Le Petit Prince                                                                        | 77:47                                                                                         | 1 626,60                                                                                      |
| 31 août 2002       | Châtellerault, France   | Vincent Leys, Jean François Leys                                                              | France                                                                                        | F-PPSE Le Petit Prince                                                                        | 69:59                                                                                         | 1 282,30                                                                                      |
| 14 septembre 2003  | Arc-et-Senans, France   | Vincent Leys, Jean François Leys                                                              | France                                                                                        | F-PPSE Le Petit Prince                                                                        | 53:42                                                                                         | 1 596,50                                                                                      |
| 29 août 2004       | Thionville, France      | Richard Abruzzo, Carol Rymer Davis                                                            | États-Unis                                                                                    | N96YD Zero Gravity                                                                            | 52:52                                                                                         | 1 803,36                                                                                      |
| 1er octobre 2005   | Albuquerque, États-Unis | Robert Berben, Benoît Siméons                                                                 | Belgique                                                                                      | N6326T                                                                                        | 65:20                                                                                         | 3 400,39                                                                                      |
| 9 septembre 2006   | Waasmunster, Belgique   | Philippe De Cock, Ronny Van Havere                                                            | Belgique                                                                                      | D-OCOX Belgica II                                                                             | 66:53                                                                                         | 2 449,60                                                                                      |
| 15 septembre 2007  | Bruxelles, Belgique     | annulé pour défaut d'accord avec le Belgocontrol (gestion et contrôle du trafic aérien belge) | annulé pour défaut d'accord avec le Belgocontrol (gestion et contrôle du trafic aérien belge) | annulé pour défaut d'accord avec le Belgocontrol (gestion et contrôle du trafic aérien belge) | annulé pour défaut d'accord avec le Belgocontrol (gestion et contrôle du trafic aérien belge) | annulé pour défaut d'accord avec le Belgocontrol (gestion et contrôle du trafic aérien belge) |
| 7 octobre 2008     | Albuquerque, États-Unis | David Hempleman-Adams, Jonathan Mason                                                         | Royaume-Uni                                                                                   | N4054N Lady Luck                                                                              | 74:12                                                                                         | 1 768,67                                                                                      |
| 4 septembre 2009   | Genève, Suisse          | Sébastien Rolland, Vincent Leys                                                               | France                                                                                        | F-PPSE Le Petit Prince                                                                        | 85:18                                                                                         | 1 588,294                                                                                     |
| 25 septembre 2010  | Bristol, Royaume-Uni    | Kurt Frieden, Pascal Witpraechtiger                                                           | Suisse                                                                                        | HB-QKF                                                                                        | 58:37                                                                                         | 2 434,31                                                                                      |
| 10 septembre 2011  | Gap, France             | Sébastien Rolland, Vincent Leys                                                               | France                                                                                        | F-PPSE Le Petit Prince                                                                        | 26:42                                                                                         | 780,66                                                                                        |
| 1er septembre 2012 | Toggenburg, Suisse      | Sébastien Rolland, Vincent Leys                                                               | France                                                                                        | F-PPGB Grain de Folie                                                                         | 69:02                                                                                         | 1 620,06                                                                                      |
| 25 août 2013       | Nancy, France           | Vincent Leÿs, Christophe Houver                                                               | France                                                                                        | F-PPGB Grain de Folie                                                                         | 73:33                                                                                         | 1 402,43                                                                                      |
| 29 août 2014       | Vichy, France           | Wilhelm Eimers, Matthias Zenge                                                                | Allemagne                                                                                     | D-OTLI                                                                                        | 61:35                                                                                         | 1 410,64                                                                                      |
| 28 août 2015       | Pau, France             | Kurt Frieden, Pascal Witpraechtiger                                                           | Suisse                                                                                        | HB-QKF MM Technics                                                                            | 68:20                                                                                         | 2 080,79                                                                                      |
| 18 septembre 2016  | Gladbeck, Allemagne     | Kurt Frieden, Pascal Witpraechtiger                                                           | Suisse                                                                                        | HB-QKF MM Technics                                                                            | 58:12                                                                                         | 1 803,40                                                                                      |
| 8 septembre 2017   | Épagny, Suisse          | Vincent Leÿs, Christophe Houver                                                               | France                                                                                        | F-PPGB Grain de Folie                                                                         | 36:25                                                                                         | 1 836,06                                                                                      |
| 28 septembre 2018  | Berne, Suisse           | Mateusz Rękas, Jacek Bogdański                                                                | Pologne                                                                                       | D-OABD                                                                                        | 58:28                                                                                         | 1 145,29                                                                                      |
| 13 septembre 2019  | Montbéliard, France     | Laurent Sciboz, Nicolas Tieche                                                                | Suisse                                                                                        | HB-QRV                                                                                        | 82:03                                                                                         | 1 774,76                                                                                      |
| 27 août 2020       | Wrocław, Pologne        | ANNULÉ POUR CAUSE DE COVID-19                                                                 | ANNULÉ POUR CAUSE DE COVID-19                                                                 | ANNULÉ POUR CAUSE DE COVID-19                                                                 | ANNULÉ POUR CAUSE DE COVID-19                                                                 | ANNULÉ POUR CAUSE DE COVID-19                                                                 |
| 21 août 2021       | Toruń, Pologne          | Kurt Frieden, Pascal Witpraechtiger                                                           | Suisse                                                                                        | HB-QKF MM Technics                                                                            | 85:05                                                                                         | 1 559,63                                                                                      |
| 2 septembre 2022   | Saint-Gall, Suisse      | Wilhelm Eimers, Benjamin Eimers                                                               | Allemagne                                                                                     | D-OTLI Leonid                                                                                 | 60:45                                                                                         | 1 572,36                                                                                      |
| 7 octobre 2023     | Albuquerque, États-Unis | Eric Decellières, Benoit Havret                                                               | France                                                                                        | F-PPSE Le Petit Prince                                                                        | 85:43                                                                                         | 2 661,40                                                                                      |
| 17 septembre 2024  | Münster, Allemagne      | Christian Wagner, Stefanie Liller                                                             | Autriche                                                                                      | O-EZZM                                                                                        | 67:01                                                                                         | 2 111,17                                                                                      |

## Galerie

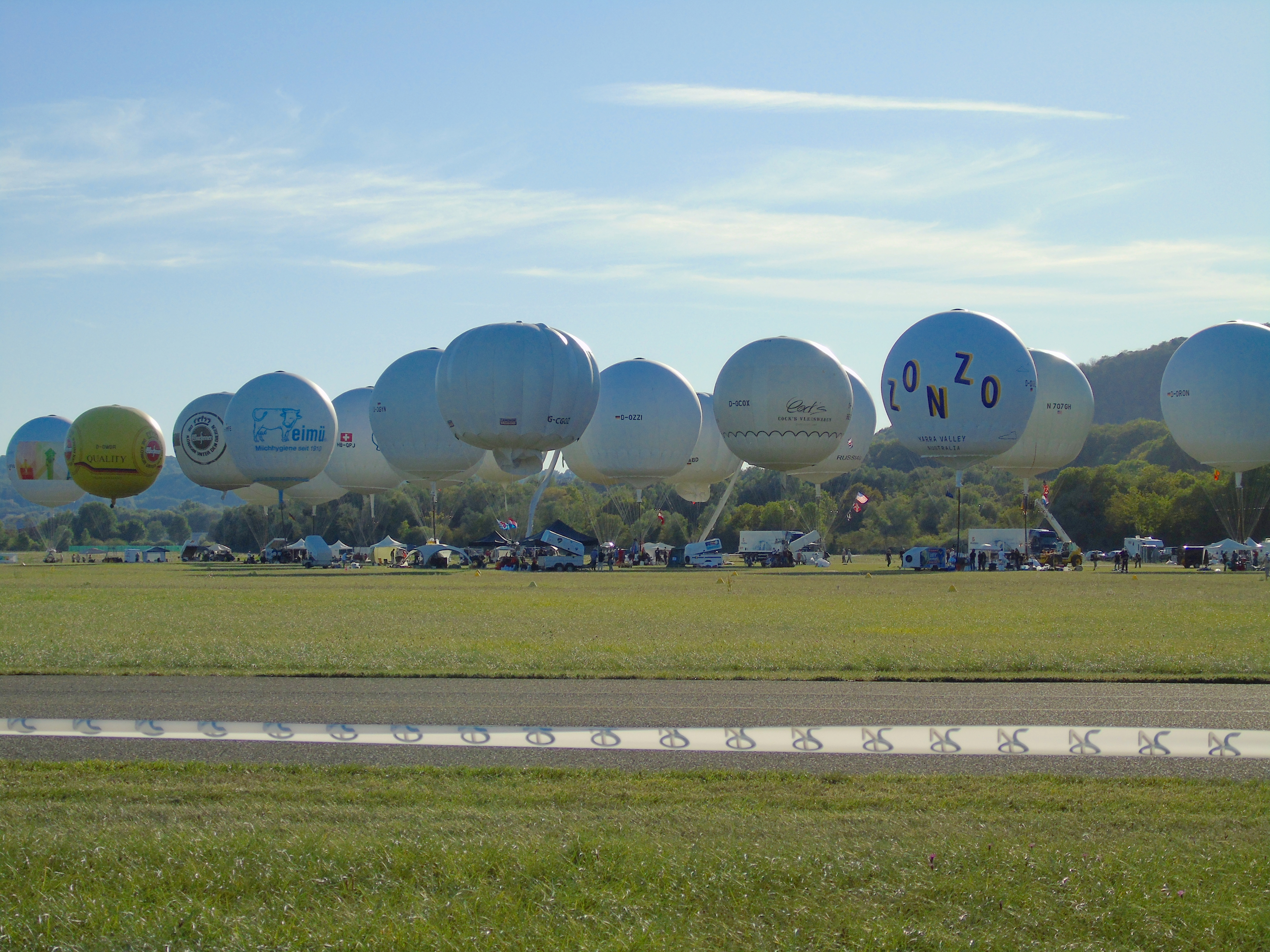
Avant le départ de la course en 2019
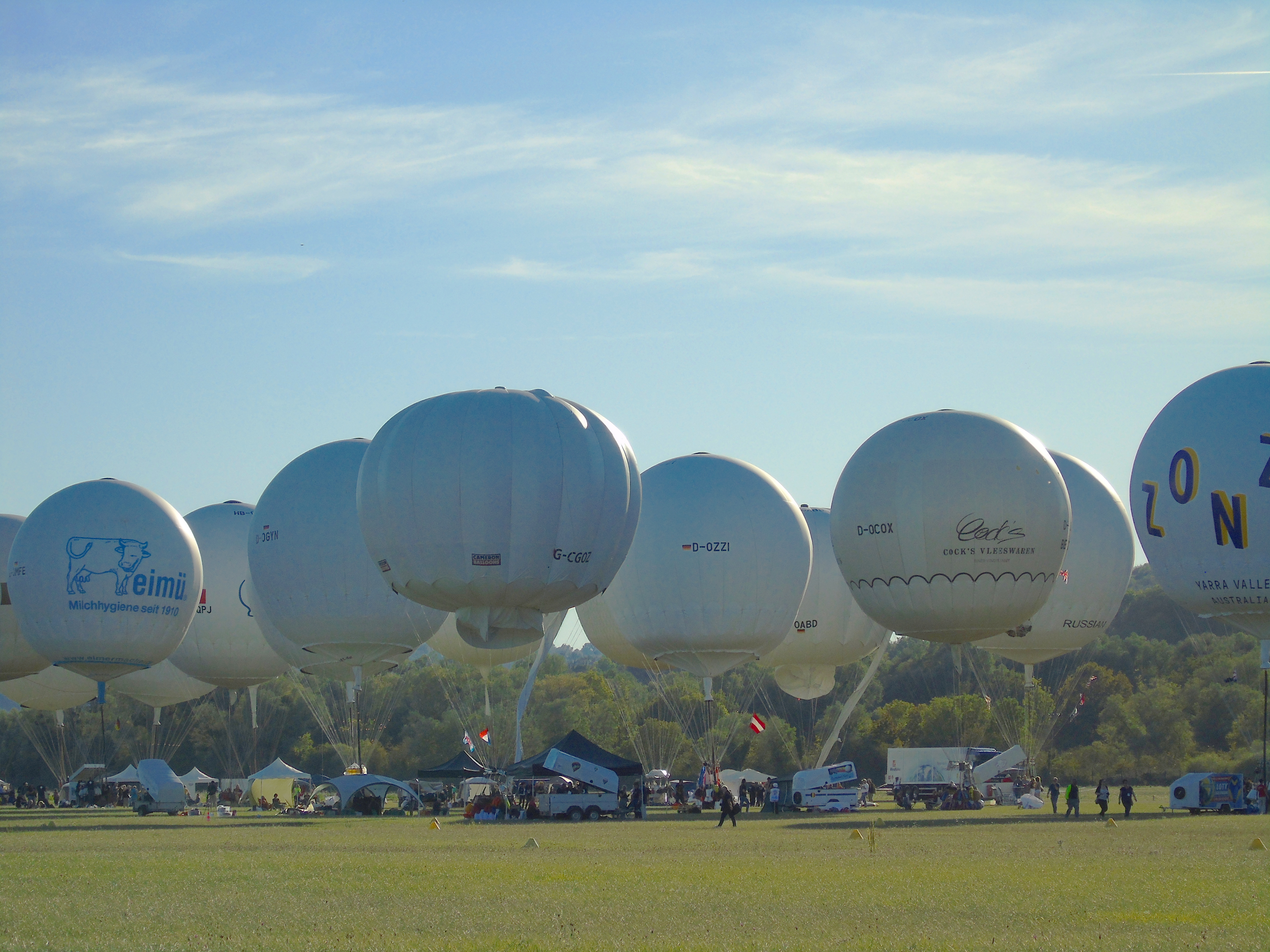
Avant le départ de la course en 2019
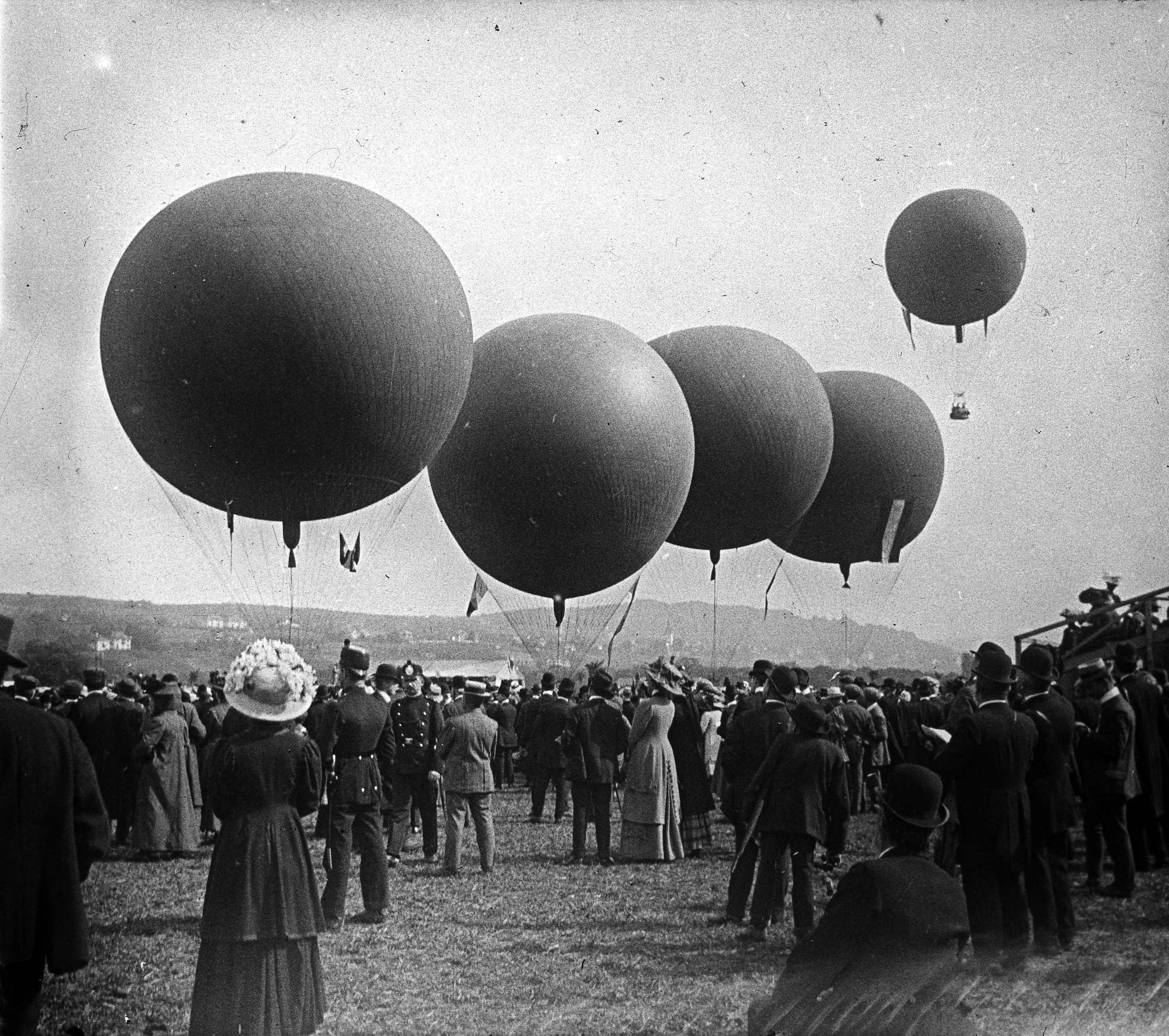
Zurich, 1909